# Sciurus sanborni
Sciurus sanborni (вивірка Сенборна) — вид ссавців, гризунів родини вивіркових (Sciuridae). Вид названо на честь др. Коліна Кемпбела Сенборна (англ. Colin Campbell Sanborn, 1897—1962), біолога, який цікавився птахами у тій же мірі що й ссавцями.

## Поширення
Країни поширення: Перу. Цей вид відомий тільки з декількох зразків, які були зібрані на висоті 400 метрів над рівнем моря.

## Морфологія
Довжина голови й тулуба 155—175 мм, хвіст завдовжки 160—180 мм, вуха завдовжки 20 мм. Спина оливково-коричнева з блідими клаптями позад вух, черево оранжеве. Хвіст може містити тьмяні смуги. Відмічалися слабкі бліді смуги навколо очей. 